# Leandro Joaquim
Leandro Joaquim (Río de Janeiro, 1738 - Río de Janeiro, 1798) fue un pintor, escenógrafo y arquitecto de la Colonia del Brasil. Se tienen pocos detalles de su vida. Estudió pintura con João de Sousa. Al igual que el Maestro Valentim, Leandro Joaquim era mulato.
Pintó muchos lienzos de temática religiosa para las iglesias de São Sebastião do Castelo, Nossa Senhora do Parto y la Iglesia de Nossa Senhora da Conceição e Boa Morte. También pintó retratos, como el del capitán mayor Gregório Francisco de Miranda y el de su mecenas y amigo, el virrey Luís de Vasconcelos e Sousa (ambos hoy en el Museo Histórico Nacional). Como escenógrafo, Leandro Joaquim trabajó creando decorados para el teatro de Manuel Luís, actor y empresario portugués que fundó uno de los primeros teatros de la capital de la colonia en 1769.
Las obras más famosas de Leandro Joaquim son los ocho lienzos elípticos pintados para decorar uno de los pabellones del Passeio Público, el parque de la ciudad diseñado por el Maestro Valentim. Seis de estos lienzos han sobrevivido formando parte de la colección del Museo Histórico Nacional, y muestran aspectos del paisaje de la ciudad de Río de Janeiro y de la Bahía de Guanabara. Sus temas son: Escuadra Inglesa, Pesca de Ballenas en la Bahía de Guanabara, Procesión Marítima al Hospital de Lázaro, Revista Militar en Largo do Paço], Iglesia y Playa de la Glória] y Boqueirão y Arcos de Lapa.  Estas pinturas se encuentran entre las primeras pinturas de paisajes realizadas en Brasil y son de gran interés artístico e histórico.